# 埼玉県道165号大谷本郷さいたま線

埼玉県さいたま市桜区西堀付近

埼玉県道165号大谷本郷さいたま線（さいたまけんどう165ごう おおやほんごうさいたません）は、埼玉県上尾市大谷本郷の大谷本郷交差点からさいたま市西区清河寺、大宮区三橋を経て桜区田島の田島火の見下交差点に至る一般県道。

## 概要
さいたま市中央区の本町西・本町東付近は、古くからの旧与野市街地で、埼玉県道56号さいたまふじみ野所沢線交差点から日向交差点にかけての直線区間は、与野本町通りの別称がある。また国道17号上尾道路の側道の暫定開通により一部が分断された。
宮前IC西交差点付近 - 三橋交番前交差点付近の区間は、大宮西警察署の違法駐車監視重点路線に指定されており、5時から22時までの時間帯にかけて駐車監視員による放置車両の確認活動も実施される。
埼玉県道56号さいたまふじみ野所沢線を東に国道17号新大宮バイパス三橋交差点まで重複し、再び南進して、さいたま市中央区を縦断し、さいたま市桜区西堀の日向交差点で埼玉県道57号さいたま鴻巣線に至る。埼玉県道57号さいたま鴻巣線を西に南元宿交差点まで重複後、再び南進して田島火の見下交差点にて埼玉県道40号さいたま東村山線および埼玉県道79号朝霞蕨線に至る。
川越線 - 水判土、清河寺 - 上尾道路、堤崎 - 大谷本郷までの区間は道幅が狭く、対向車のすれ違いは注意を要する。宮前インター西交差点から清河寺付近までの区間は中央線がある2車線となっている。

## 路線データ
- 起点：埼玉県上尾市大谷本郷 大谷本郷交差点
- 終点：埼玉県さいたま市桜区田島 田島火の見下交差点

## 地理

### 通過する自治体
- 埼玉県
  - 上尾市
  - さいたま市（西区、中央区、桜区）

### 通称
- 与野本町通り（さいたま市中央区）
- 新六間道路（さいたま市桜区 日向交差点 - 南元宿交差点）

### 交差する道路
| 交差する道路                                                     | 交差点名     | 所在地   | 所在地     | 所在地 |
| ---------------------------------------------------------------- | ------------ | -------- | ---------- | ------ |
| 埼玉県道51号川越上尾線（ニッサン通り）                           | 大谷本郷     | 大谷本郷 | 上尾市     | 上尾市 |
| 国道17号（上尾道路）                                             | 堤崎         | 堤崎     | 上尾市     | 上尾市 |
| 国道17号（上尾道路）                                             |              | 西新井   | さいたま市 | 西区   |
| 埼玉県道216号上野さいたま線                                      | 清河寺       | 清河寺   | さいたま市 | 西区   |
| 国道16号（西大宮バイパス）                                       | 宮前IC西     | 宮前町   | さいたま市 | 西区   |
| 埼玉県道2号さいたま春日部線                                      | 三橋交番前   | 三橋     | さいたま市 | 西区   |
| 埼玉県道56号さいたまふじみ野所沢線 埼玉県道57号さいたま鴻巣線    | 水判土       | 水判土   | さいたま市 | 西区   |
| 国道17号（新大宮バイパス）                                       | 三橋二丁目   | 三橋     | さいたま市 | 大宮区 |
| 埼玉県道214号新方須賀さいたま線（三橋中央通り）                  | 中並木       | 中並木   | さいたま市 | 大宮区 |
| 埼玉県道56号さいたまふじみ野所沢線（南大通り）                   |              | 本町西   | さいたま市 | 中央区 |
| 埼玉県道215号宗岡さいたま線（八幡通り）                          |              | 本町東   | さいたま市 | 中央区 |
| 埼玉県道119号与野停車場線                                        | 本町西1丁目  | 本町東   | さいたま市 | 中央区 |
| （たつみ通り）                                                   | 芸術劇場前   | 本町東   | さいたま市 | 中央区 |
| 国道463号（浦和所沢バイパス、埼大通り）                          | 鈴谷         | 鈴谷     | さいたま市 | 中央区 |
| 埼玉県道57号さいたま鴻巣線（道場三室線）                         |              | 西堀     | さいたま市 | 桜区   |
| 埼玉県道57号さいたま鴻巣線（新六間道路）                         | 南元宿       | 南元宿   | さいたま市 | 桜区   |
| 埼玉県道40号さいたま東村山線 埼玉県道79号朝霞蕨線（志木街道）    | 田島火の見下 | 田島     | さいたま市 | 桜区   |
| 埼玉県道79号朝霞蕨線（埼玉県道382号早瀬さいたま線） 戸田・蕨方面 |              |          |            |        |

### 重複区間
- 国道17号上尾道路（埼玉県さいたま市西区西新井 - 上尾市堤崎交差点）
- 埼玉県道56号さいたまふじみ野所沢線（水判土交差点 - 三橋二丁目交差点）
- 埼玉県道57号さいたま鴻巣線（日向交差点 - 南元宿交差点）

### 交差する高速道路・鉄道・河川
- JR■川越線
- 鴨川（栄橋）
- 首都高速埼玉新都心線
- 鴻沼川（平川戸橋）

### 沿線の主な施設
- 上尾市
  - 上尾市役所大谷支所
  - 埼玉県立上尾南高等学校
- さいたま市
  - 大宮花の丘農林公苑
  - 清河寺
  - さいたま清河寺温泉
  - 大宮清河寺郵便局
  - 大宮西警察署三橋交番
  - 青葉園
  - 埼玉県立いずみ高等学校
  - イオンモール与野
  - 埼玉県立与野高等学校
  - 与野公園
  - 彩の国さいたま芸術劇場
  - さいたま市立与野西中学校
  - さいたま市保健所
  - JR南与野駅
  - 浦和西警察署西堀交番
  - さいたま市立土合小学校
  - 埼玉県立浦和工業高等学校
  - 鴻沼資料館
  - 浦和西堀郵便局
  - さいたま市桜区役所土合支所
  - さいたま市消防局桜消防署

## ギャラリー

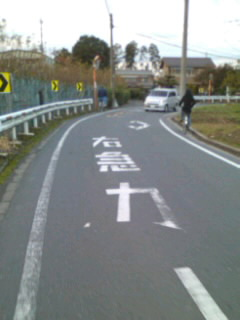
上尾市大谷本郷付近
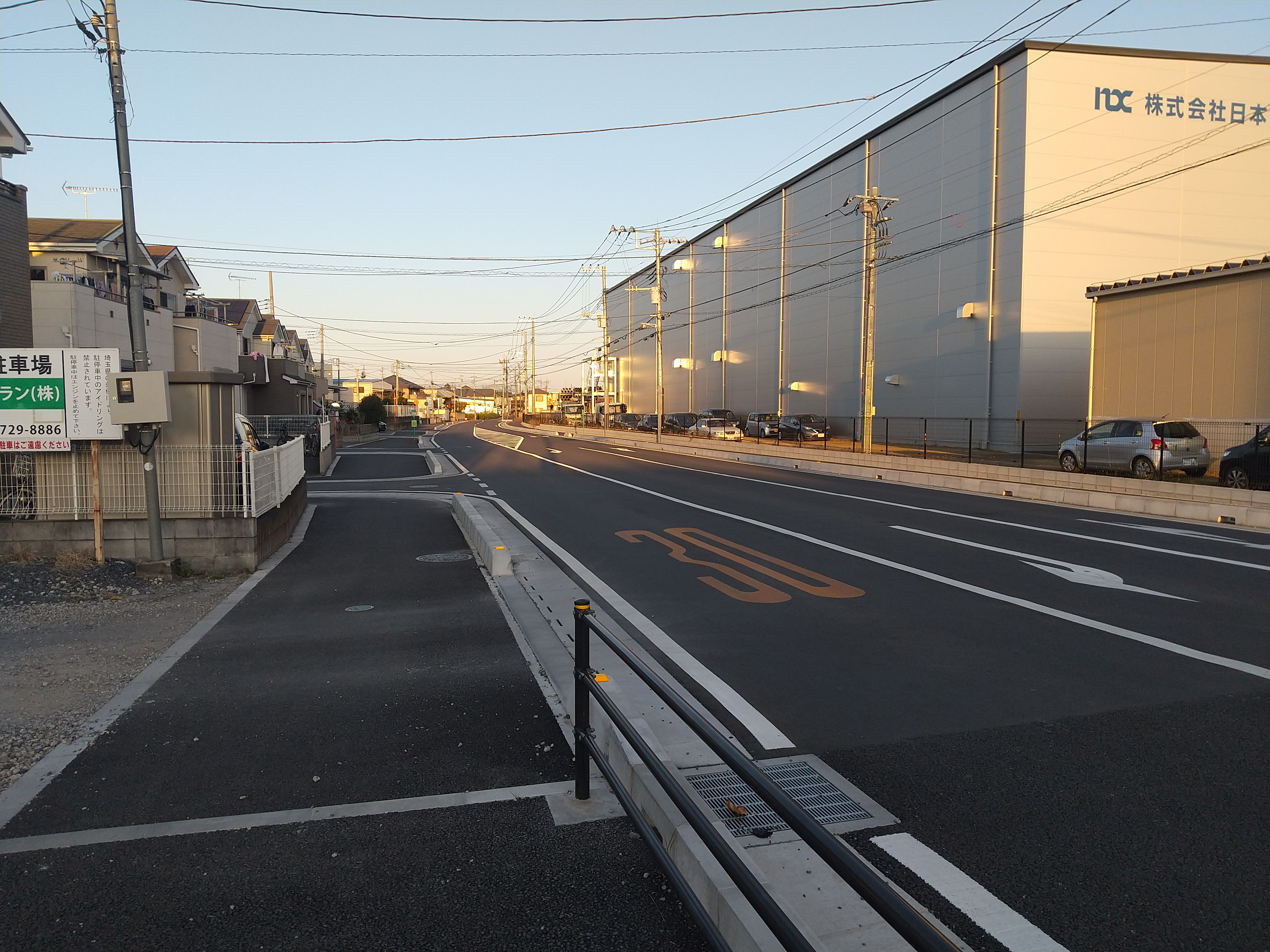
上尾市堤崎付近
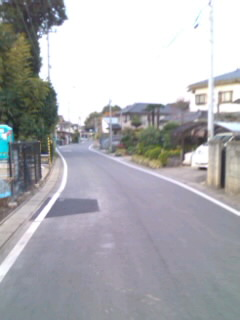
さいたま市西区清河寺付近
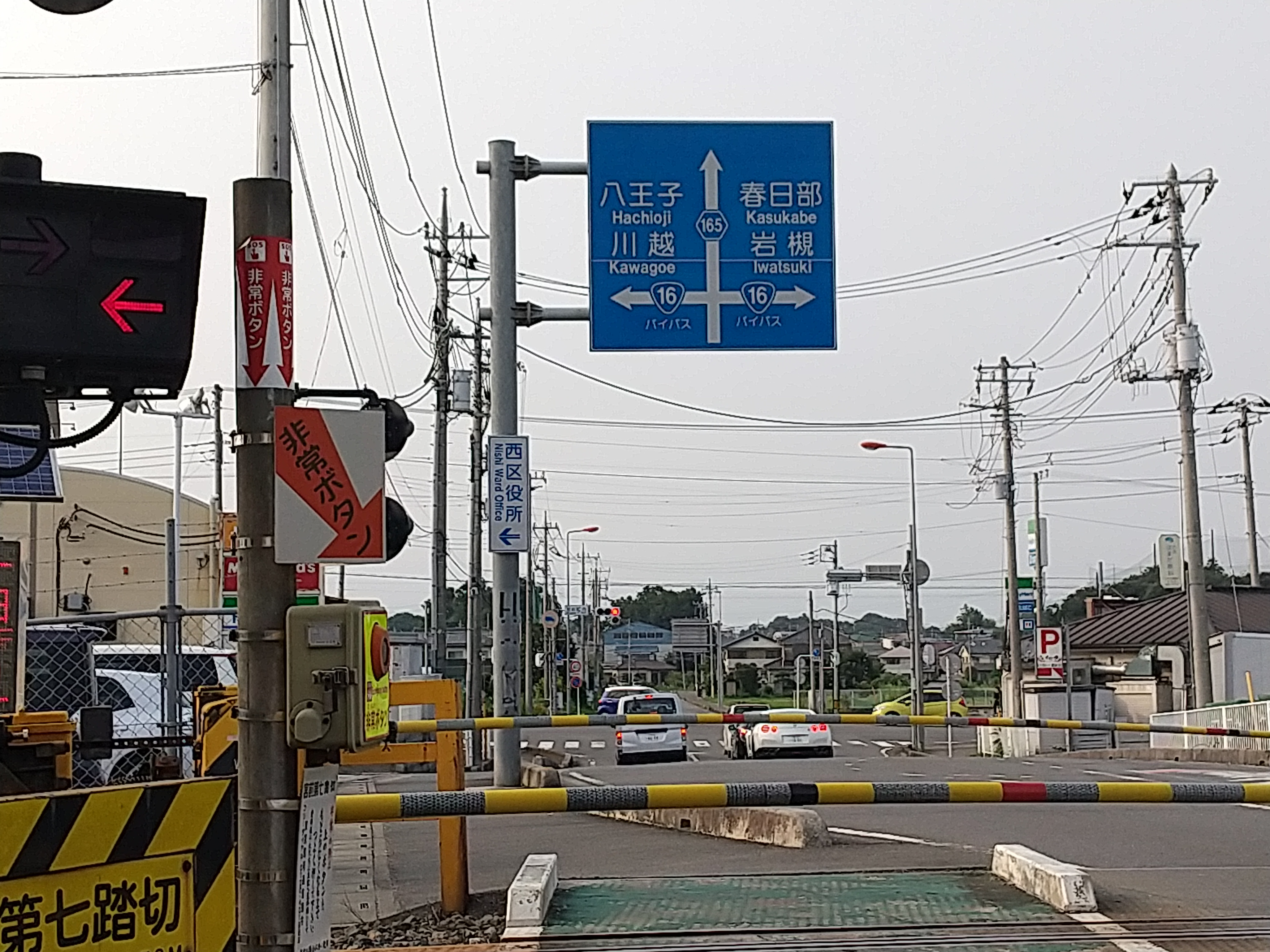
さいたま市西区宮前町付近
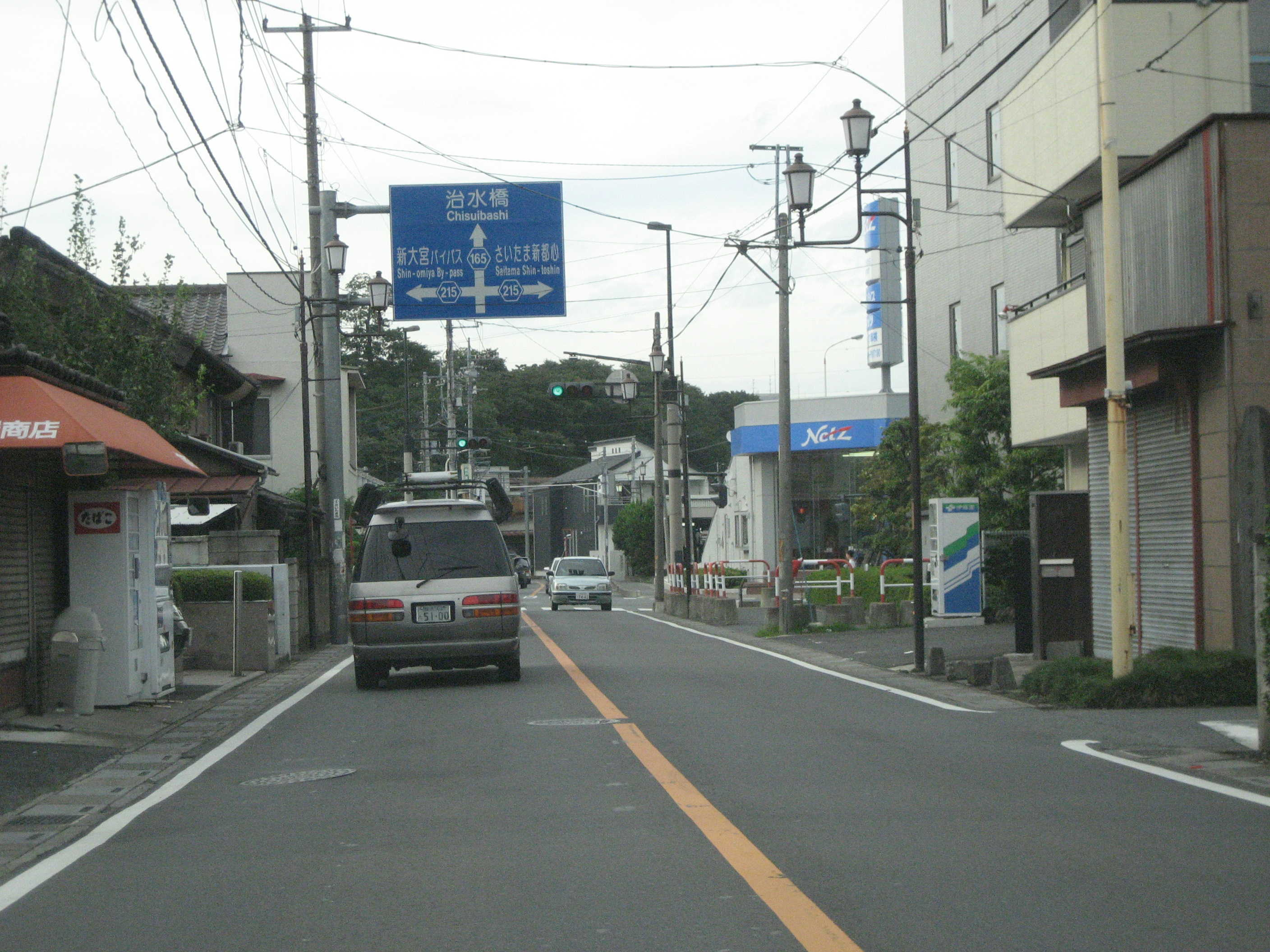
埼玉県さいたま市中央区本町東付近